# VL11

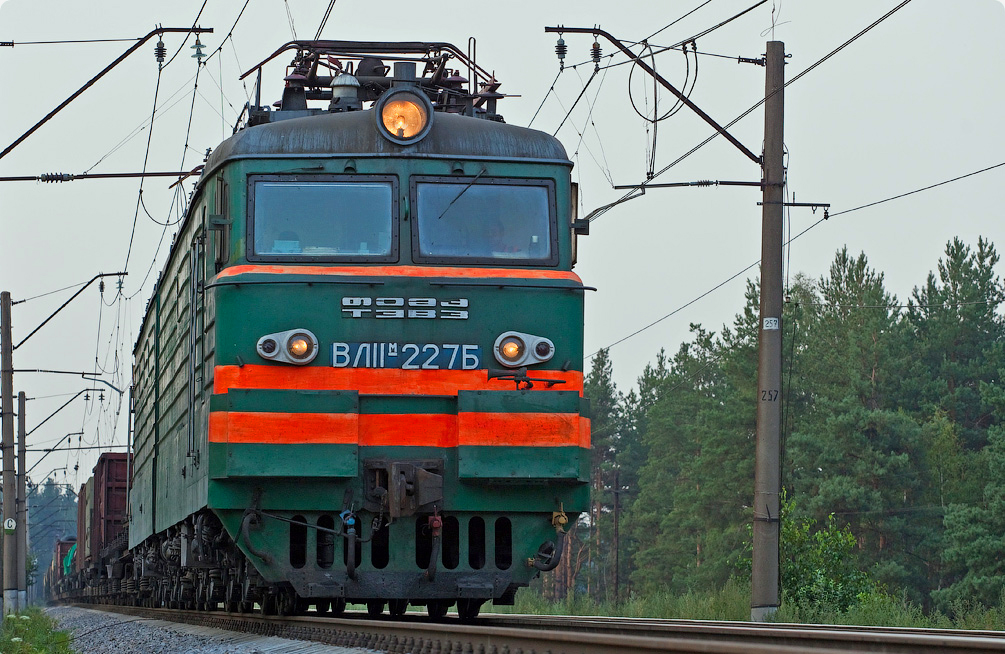
VL11-227 기관차

VL11(러시아어: ВЛ11)은 소련의 간선 화물 운송 전기 기관차 가운데 하나로 전기 공급 제식이 3,000볼트 직류 전철인 전기화 철도에 적용되었다. VL은 블라디미르 레닌의 머리글자이다.
1975년 조지아에 위치한 트빌리시 전기 기관차 제조소에서 제작되었으며 1,338대가 생산되었다. 쌍기중련 8축 전기 기관차로서 표준의 쌍절 중합 외에 3단 또는 4단 중합 기관차를 구성할 수도 있다.

## 사양
- UIC 분류: Bo'Bo'+Bo'Bo'
- 궤간: 1,250mm
- 축 중량: 23t
- 수류 전압: DC 3000V
- 최고 속도: 100km/시간
- 견인 전력: 4,600kW